# 阿姆斯特丹 (紐約州鎮)
阿姆斯特丹（英語：Amsterdam）是一個位於美國紐約州蒙哥馬利縣的鎮。

## 人口
根據2020年美國人口普查的數據，阿姆斯特丹的面積為78.67平方千米，當中陸地面積為76.77平方千米，而水域面積為1.90平方千米。當地共有人口5557人，而人口密度為每平方千米71人。